# Stenostomum cuspidatum
Stenostomum cuspidatum är en måreväxtart som beskrevs av Attila L. Borhidi. Stenostomum cuspidatum ingår i släktet Stenostomum och familjen måreväxter. Inga underarter finns listade i Catalogue of Life.